# Route nationale 640
Pour les articles homonymes, voir Route 640.
La route nationale 640 ou RN 640 était une route nationale française reliant Soumoulou à Lourdes. À la suite de la réforme de 1972, elle a été déclassée en RD 940.

## Ancien tracé de Soumoulou à Lourdes (D 940)
- Soumoulou
- Espoey
- Livron
- Barzun
- Pontacq
- Barlest
- Loubajac
- Poueyferré
- Lourdes